# Exetastes

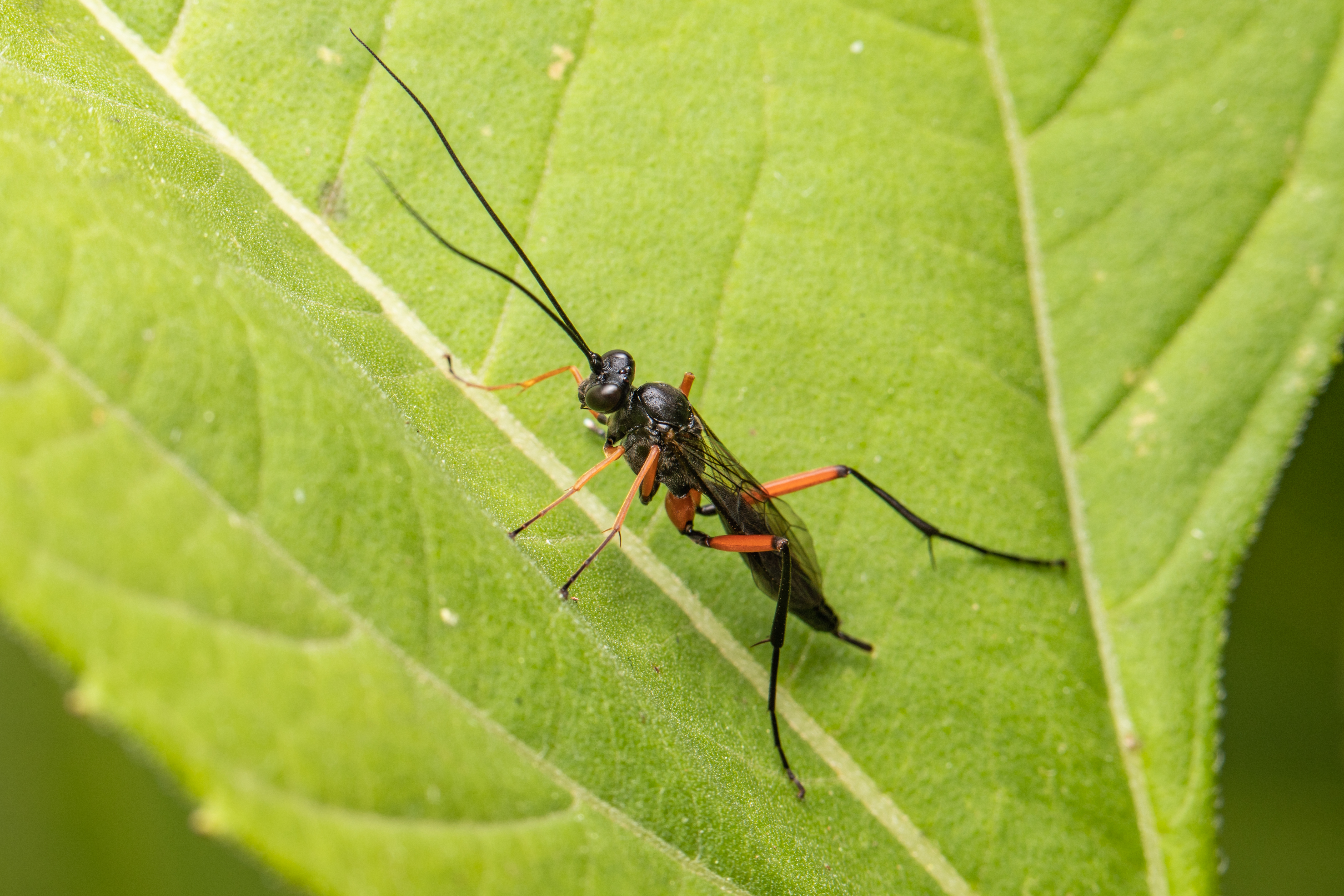
Exetastes calobatus ♀

Exetastes ist eine artenreiche Schlupfwespen-Gattung aus der Unterfamilie der Banchinae. Exetastes wird der Tribus Banchini zugeordnet. Die Gattung wurde von Carl Gravenhorst im Jahr 1829 eingeführt. Typusart ist Ichneumon fornicator Fabricius, 1781.

## Merkmale
Die Länge der Schlupfwespen variiert zwischen 8 und 16 mm. Sie sind gewöhnlich von schlanker Gestalt. Selbiges gilt für die Femora (Schenkel). Die Weibchen haben einen recht kurzen Legebohrer. Von den beiden verwandten Gattungen Banchus und Rhynchobanchus lässt sich Exetastes durch folgende Merkmale abgrenzen: Die Mandibelspitze weist zwei Zähne auf. Außerdem ist ein Kiel an der Vorderseite der Tibien vorhanden.

## Lebensweise
Die Schlupfwespen sind solitäre koinobionte Endoparasitoide verschiedener Schmetterlingsraupen aus der Gruppe der Erdraupen, insbesondere aus der Familie der Eulenfalter (Noctuidae). Es werden frühe Raupenstadien parasitiert. Die Schlupfwespenlarve entwickelt sich in der Wirtsraupe und tötet diese erst kurz vor deren Verpuppung, nachdem diese ein Gespinst oder ein Kokon im Erdreich oder auf dem Boden gefertigt hat. Von Exetastes atrator sind als Wirtsarten die Ypsiloneule (Agrotis ipsilon), die Karden-Sonneneule (Heliothis viriplaca) und die Kohleule (Mamestra brassicae) bekannt. Die Gattung Exetastes kommt hauptsächlich in unbewaldeten Gebieten oder im Übergangsbereich zwischen Wald- und Grasland-Biotopen vor. Einige Arten der Gattung Exetastes treten bevorzugt in Offenland-Biotopen, in Gärten urbaner Regionen, in Steppen- und Halbwüstenlandschaften auf. Diese Eigenschaft macht diese Arten für den Einsatz zur biologischen Schädlingsbekämpfung im Agrarsektor interessant.

## Systematik
Die Gattung Exetastes ist kosmopolitisch verbreitet und fehlt offenbar nur in Australien. In der Paläarktis kommen etwa 60 beschriebene Arten (Stand 2015) vor. In der Nearktis (Nordamerika nördlich von Mexiko) wurden mehr als 50 Arten gezählt. Auf den Kanarischen Inseln ist die Gattung mit 5 Arten vertreten, in Japan mit 13 Arten. In Europa kommen mindestens 31 Arten vor, davon wurden 24 in Deutschland nachgewiesen.

## Arten (Auswahl)
Im Folgenden eine Liste der in Deutschland nachgewiesenen Arten:
- Exetastes adpressorius
- Exetastes albiger
- Exetastes alpius
- Exetastes atrator
- Exetastes bilineatus
- Exetastes calobatus
- Exetastes crassus
- Exetastes degener
- Exetastes femorator
- Exetastes fornicator
- Exetastes geniculosus
- Exetastes gracilicornis
- Exetastes ichneumoniformis
- Exetastes illusor
- Exetastes illyricus
- Exetastes inquisitor
- Exetastes laevigator
- Exetastes nigripes
- Exetastes notatus
- Exetastes robustus
- Exetastes rufifemur
- Exetastes tibialis
- Exetastes tomentosus
- Exetastes ziegleri